# Закшув (Єнджейовський повіт)
Закшув (пол. Zakrzów) — село в Польщі, у гміні Окса Єнджейовського повіту Свентокшиського воєводства.
Населення — 241 особа (2011).
У 1975-1998 роках село належало до Келецького воєводства.

## Демографія
Демографічна структура на день 31 березня 2011 року:
|          | Загалом | Допрацездатний вік | Працездатний вік | Постпрацездатний вік |
| -------- | ------- | ------------------ | ---------------- | -------------------- |
| Чоловіки | 113     | 25                 | 71               | 17                   |
| Жінки    | 128     | 29                 | 67               | 32                   |
| Разом    | 241     | 54                 | 138              | 49                   |